# Реймарус, Герман Самуил
Герман Самуил Реймарус (22 декабря 1694[…], Гамбург — 1 марта 1768[…], Гамбург) — немецкий историк и филолог, представитель деизма, почётный член Петербургской академии наук.
При жизни Реймаруса его сочинения выходили анонимно.

## Биография
Отец Реймаруса был учителем в Гамбурге. В Гамбурге же, получив учёную степень, сам Реймарус провёл большую часть своей жизни. Окончил Йенский университет. Начал карьеру доцентом в Виттенберге. Затем работал профессором еврейского языка и математики в Гамбурге. Также он читал лекции по философии.
Вышедшие при жизни сочинения Реймаруса не подвергались обвинениям со стороны Церкви. Кроме того, по предложению городских властей Реймарус составил катехизис для детей.

## «Рассуждения о важнейших истинах естественной религии»
В своем сочинении «Рассуждения о важнейших истинах естественной религии» (1750-е годы) Реймарус подводит читателя к тому выводу, что чудо невозможно. Из этого следует, что Божественное откровение невозможно, и вера в богодухновенность Писания не обязательна.
В то же время Реймарус признает сотворение мира Богом, утверждает Божественное Провидение, устанавливает, что бессмертие души — такое же основное понятие религии, как и понятие «Бог».
К атеизму и к пантеизму Реймарус безусловно враждебен. Атеизм исключает всякую добродетель, всякое возвышенное чувство. Это — проявление извращенности, потому что «мы не рождены, чтобы быть атеистами», или, другими словами, потому что понятие добродетели неразрывно связано с основными понятиями религии — Божеством и бессмертием души. Отсюда совершенно естественно надо заключить, что без религии невозможно нормальное существование человеческого общества.

## «Апологии, или защите разумных почитателей Бога»
«Апологии» Реймаруса были опубликованы посмертно.
Работу над «Апологиями» Реймарус начал ещё в середине 1740-х годов, то есть ещё за десять лет до своего сочинения об истинах естественной религии и за двадцать с лишним лет до своей смерти. В позднейшие годы он неоднократно возвращался к этой работе, внося поправки, изменения, усовершенствования и дополнения.
Реймарус писал «Апологии» для своих друзей, и цель его — дать им возможность втайне познакомиться со взглядами и доводами, правота которых для него бесспорна.

«С самого начала единственным мотивом, побудившим меня изложить на бумаге свои мысли, было мое собственное душевное успокоение, и после того никогда не возникало у меня намерения своими взглядами сбить мир с пути или дать повод к волнениям. Это сочинение пусть будет втайне известно лишь рассудительным друзьям. С моего соизволения оно не должно путём печати стать общедоступным прежде, чем наступит более просвещенное время. Я предпочитаю, чтобы толпа ещё некоторое время заблуждалась, и не хочу, хотя бы невольно, озлобить её сообщением истин, способных внушить сильную религиозную ненависть. В интересах спокойствия и мира мудрец должен приноравливаться к господствующим мнениям и обычаям, терпеть и молчатъ, а не делать несчастными себя и других слишком несвоевременным опубликованием своих взглядов» (Lessing’s Werke. Stuttgart, 1874, Bq. X., S. 174).
Готхольд Эфраим Лессинг обнаружил работу Реймаруса в герцогской библиотеке в Вольфенбюттеле, которою он заведовал в то время. Ознакомившись с «Апологией», он долго задерживает её опубликование, частично из-за цензурных затруднений. Но другие просветители, Николаи и Мозес Мендельсон, возражали против публикации работы Реймаруса.
Только в 1774 году Лессинг выпускает первый отрывок «Апологии» — «Фрагмент из сочинения неизвестного», весьма небольшую и по содержанию незначительную часть сочинения Реймаруса. В 1777 г. выходят пять следующих отрывков и, наконец, в 1778 г., последний и наиболее антихристианский, имевший заглавие «О цели Иисуса и его учеников». Все эти отрывки из сочинения Реймаруса получили название «Вольфенбюттельских фрагментов», так как Лессинг дипломатически начал их обнародование, как манускриптов, хранившихся якобы в Вольфенбюттельской герцогской библиотеке.
В 1787 году, уже после смерти Лессинга, вышли в свет "Остальные ещё не напечатанные произведения «Вольфенбюттельского фрагментиста», представлявшие собою также только отрывки «Апологии».
Имя Реймаруса до 1814 года оставалось неизвестным, и общее мнение приписывало авторство Лоренцу Шмидту, переводчику Вертгеймской Библии.

## Взгляды
Известно, что в материализме он видел учение, разрушающее добродетель, и в своих сочинениях полемизировал с Ла Меттри.
Реймарус верил в Бога как первопричину, но отрицал истинность Библии и возможность откровения. Он считается одним из родоначальников библейской критики, поскольку одним из первых начал подмечать противоречия в Библии (главным образом, относительно событий Исхода). В Иисусе Христе Реймарус видел простого галилейского бунтаря, чья миссия закончилась провалом и чью легенду создали его ученики.
Энциклопедический словарь Брокгауза и Ефрона тем не менее отмечал следующее: 
 Для него единственным Божественным чудом является творение; другие чудеса, по его учению, противоречили бы божественной мудрости и совершенству. Реймарус — сторонник телеологической точки зрения: целью Бога при сотворении мира было согласовать все созданное с возможно большим удовольствием живых существ. Статьи Реймаруса превозносились, в свое время, как превосходный оплот против материализма и спинозизма

## Сочинения
- Abhandlungen von den vornehmsten Wahrheiten der natürlichen Religion (1754)
- Die Vernunftlehre, als eine Anweisung zum richtigen Gebrauch der Vernunft in der Erkenntnis der Wahrheit (1756)
- Allgemeine Betrachtungen über die Triebe der Thiere, hauptsächlich über ihre Kunsttriebe. Zum Erkenntniss des Zusammenhanges der Welt, des Schöpfers und unser selbst (1760)
- Apologie oder Schutzschrift für die vernünftigen Verehrer Gottes (geschrieben 1735–1767/68, als Gesamtwerk bekannt seit 1814, erstmals vollständig gedruckt 1972 und von Gerhard Alexander ediert. Im Insel-Verlag (Frankfurt).)
- Kleine gelehrte Schriften. Vorstufen zur Apologie oder Schutzschrift für die vernünftigen Verehrer Gottes. Hrsg. von Wilhelm Schmidt-Biggemann[нем.]. Veröffentlichung der Joachim-Jungius-Gesellschaft der Wissenschaften Hamburg 79. Vandenhoeck & Ruprecht, Göttingen 1994. (656 S.) ISBN 3-525-86270-9
- Abhandlungen von den vornehmsten Wahrheiten der natürlichen Religion. Fünfte Auflage, durchgesehen, und mit einigen Anmerkungen begleitet von Johann Albert Heinrich Reimarus [1729–1814]. Hamburg, Bohn, 1781, 704 S. (wirkten beide als Gymnasialprofessoren in Hamburg)